# Тастевен, Констан
Констан Тастевен (фр. Constant Tastevin; 21 февраля 1880, Лорьян — 25 сентября 1962) — французский миссионер и этнограф.
Окончил Французскую семинарию в Риме, затем Папский Григорианский университет, получив в 1903 году золотую медаль за докторскую диссертацию. В 1904 г. был рукоположён и после краткого пребывания в Библейском институте в Иерусалиме отправился как миссионер в труднодоступные районы Бразилии. Миссионерскую деятельность в Южной Америке Тастевен вёл до 1926 г. с перерывом в 1914—1919 гг. в связи с Первой мировой войной (он вернулся во Францию для военной службы, некоторое время служил в артиллерии, затем медбратом и переводчиком с португальского языка).
В 1920-е гг. участвовал в этнографических исследованиях в Бразилии, проводившихся по инициативе Поля Риве. В 1927 г., по возвращении в Париж, стал первым профессором этнографии в Парижском католическом институте (с 1930 г. почётный профессор).
Опубликовал ряд научных работ, посвящённых языку и обычаям амазонских племён — в частности, пуйнавским языкам, языкам маку и тупи. В 1930—1940-е гг. занимался также африканистикой, однако эти его труды не получили одобрения специалистов.
Действительный член Академии колониальных исследований.